# Gaya kelleri
Gaya kelleri är en malvaväxtart som beskrevs av Antonio Krapovickas. Gaya kelleri ingår i släktet Gaya och familjen malvaväxter. Inga underarter finns listade i Catalogue of Life.